# András Bodnár
András Bodnár (Užhorod, 9 aprile 1942) è un ex pallanuotista ungherese, vincitore di una medaglia d'oro alle olimpiadi di Tokyo 1964, una d'argento a Monaco 1972 e due di bronzo a Città del Messico 1968 e Roma 1960, di due ori europei e di un oro mondiale. Con l'Orvosegyetem vinse nove campionati ungheresi, due Coppe dei Campioni e una Supercoppa LEN.